# Acid Motherhood
Acid Motherhood – album studyjny grupy rockowej Gong, wydany w 2004 roku nakładem Voiceprint Records. W powstaniu płyty obok ówczesnych członków Gongu udział wzięli muzycy University of Errors (Josh Pollock) i Acid Mothers Temple (Makoto Kawabata i Cotton Casino).

## Lista utworów
Opracowano na podstawie materiału źródłowego.
| Nr  | Tytuł utworu             | Muzyka                                                             | Długość |
| --- | ------------------------ | ------------------------------------------------------------------ | ------- |
| 1.  | „Ocean of Molasses”      | Orlando Allen, Makoto Kawabata, Josh Pollock, Dharmawan Bradbridge | 0:32    |
| 2.  | „Supercotton”            | O. Allen, Kawabata, Pollock, Daevid Allen                          | 8:36    |
| 3.  | „Olde Fooles Game”       | Greg Sheehan, D. Allen                                             | 2:08    |
| 4.  | „Zeroina”                | D. Allen, Mike Howlett                                             | 2:56    |
| 5.  | „Brainwash Me”           | Pollock, D. Allen                                                  | 3:58    |
| 6.  | „Monstah!”               | Pollock                                                            | 2:31    |
| 7.  | „Bible Study”            | Das Ubuibi                                                         | 0:30    |
| 8.  | „Bazuki Logix”           | Kawabata                                                           | 4:15    |
| 9.  | „Waving”                 | Pollock, D. Allen                                                  | 4:05    |
| 10. | „Makototen”              | Kawabata, Pollock, O. Allen                                        | 13:36   |
| 11. | „Untitled Hidden Track”  | -                                                                  | 0:11    |
| 12. | „Schwitless in Molasses” | O. Allen, Pollock, Kawabata                                        | 4:36    |
|     |                          |                                                                    | 47:54   |

## Twórcy
Opracowano na podstawie materiału źródłowego.
Muzycy:
- Makoto Kawabata – gitara, buzuki
- Cotton Casino – syntezator, głos
- Daevid Allen – gitara, śpiew
- Josh Pollock – gitara
- Orlando Allen – perkusja
- Dharmawan Bradbridge – gitara basowa

Dodatkowi muzycy:
- Gilli Smyth – śpiew (2)
- Greg Sheehan – hang (3), instrumenty perkusyjne (6)
- Kurt Schwitters – głos

Produkcja:
- Zubin Henner – produkcja muzyczna, inżynieria dźwięku
- Orlando Allen – produkcja wykonawcza
- Toby Allen – projekt oprawy graficznej